# Натта, Джулио
Джу́лио На́тта (итал. Giulio Natta; 26 февраля 1903, Империя — 2 мая 1979, Бергамо) — итальянский химик-органик. 
Иностранный член Французской академии наук (1964), Академии наук СССР (1966). Награждён Большой золотой медалью им. М. В. Ломоносова Академии наук СССР (1969).

## Биография
В 1924 году окончил Миланский технический университет; с 1925 года работал там же ассистентом. С 1927 года — профессор общей химии. В 1933—1935 годах — директор института общей химии при Университете Павии. В 1935—1937 годах — декан физико-химического факультета Римского университета. С 1938 года — директор института промышленной химии при Миланском техническом университете.

## Основные работы
Первые научные работы Натты были посвящены изучению структур твёрдых тел, в том числе структур катализаторов и некоторых органических полимеров. В 1938 году начал исследования, связанные с производством синтетического каучука, и впервые осуществил разделение бутадиена и бутена-1. В 1954 году открыл метод стереоспецифической полимеризации с помощью катализаторов Циглера. В 1957 году благодаря исследованиям Натты на промышленной установке получен изотактический полипропилен (используемый в производстве ткани «болонья»). Результатом других его работ явилось создание новых типов эластомеров. Вклад Натты и его школы в химию полимеров состоит в открытии нового класса полимеров с упорядоченной структурой — стереорегулярных полимеров.

## Нобелевская премия
Нобелевская премия по химии совместно с немецким химиком К. Циглером (1963).